# 모뉴먼츠 맨

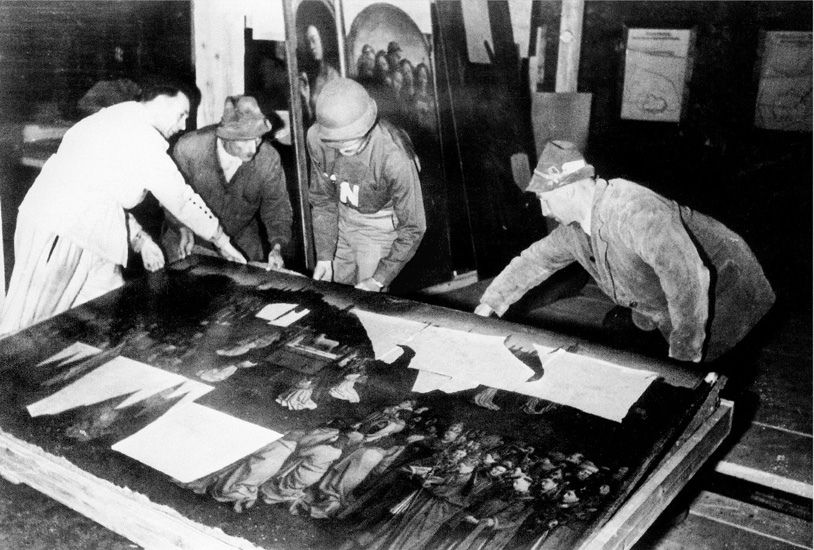

기념물, 미술품, 기록물 전담반(영어: Monuments, Fine Arts, and Archives program, MFAA)은 모뉴먼츠 맨(영어: Monuments Men)으로 잘 알려진 1943년 연합군에 의해 결성된 문화재를 보존하기 위한 특별부대이이다.